# Honoka Kuroki
Honoka Kuroki (japonès: 黒木 ほの香)  (prefectura d'Ōsaka, 21 d'octubre de 1995) és una seiyū que treballa a càrrec de Stardust Promotion.

## Actuacions de veu notables
Els paper principals en negreta.

### Anime
- Seiren - Ruise Sanjo[3]
- Sentōru no Nayami - Michiru Inugai

### Videojocs
- Quiz RPG: The World of Mystic Wiz - Sakuya Gramble
- Houchi Shōjo - Guan Yu
- THE IDOLM@STER SHINY COLORS - Amana Ōsaki[4]
- Lunar Chronicles R - Cloud
- Marvel's Avengers - Kamala Khan/Ms. Marvel